# Teorema del valor mitjà

Per a qualsevol funció contínua en [a, b] i derivable en (a, b) hi ha algun c al interval (a, b) tal que la secant que uneix els punts extrems de l'interval [a, b] és paral·lela a la tangent al punt c.

Informalment es pot dir que en càlcul, el teorema del valor mitjà estableix, que donat un bocí d'una corba derivable, hi ha un punt dins d'aquest bocí en el qual la tangent a la corba és paral·lela a la recta que uneix el primer punt amb l'últim.
O dit d'una altra manera, hi ha un punt en què el pendent (o derivada) de la corba és igual al pendent mitjà (o derivada mitjana) de tota la corba. Aquest teorema es fa servir per a demostrar teoremes que obtenen conclusions globals de funcions a partir d'hipòtesis locals referents als valors que prenen les seves derivades en punts de l'interval.
Aquest teorema es pot entendre aplicant-lo al cas d'un objecte en moviment. Si un cotxe viatja cent quilòmetres en una hora, és a dir, si la seva velocitat mitjana és de 100 km/h, en algun moment, la seva velocitat instantània haurà hagut de ser exactament de 100 km/h.

## Enunciat formal
Teorema del valor mitjà. Sigui {\displaystyle f,g:[a,b]\to \mathbb {R} } una funció contínua en un interval tancat {\displaystyle [a,b]}, i derivable en l'interval obert {\displaystyle (a,b)}. Llavors, existeix algun {\displaystyle c\in (a,b)} tal que
{\displaystyle f'(c)={\frac {f(b)-f(a)}{b-a}}}.
El teorema del valor mitjà és una generalització del teorema de Rolle, el qual suposa que f(a) = f(b), de forma que el costat dret de la igualtat és zero.
El teorema del valor mitjà continua sent vàlid establint-lo d'una manera lleugerament més general. Només cal suposar que f : [a, b] → R és una funció contínua a [a, b], i que per a cada x de (a, b) el límit
{\displaystyle \lim _{h\to 0}{\frac {f(x+h)-f(x)}{h}}}
existeix com a nombre finit o és igual a {\displaystyle \pm \infty }.

### Demostració
Es construeix la funció:
{\displaystyle g(x)=f(x)-{\Biggl (}f(a)+{\frac {f(b)-f(a)}{b-a}}(x-a){\Biggr )}}
Fixem-nos que aquesta funció té el mateix valor en a que en b:
{\displaystyle {\begin{aligned}&g(a)=f(a)-{\bigl (}f(a){\bigr )}=0\\&g(b)=f(b)-{\bigl (}f(a)+f(b)-f(a){\bigr )}=0\\\end{aligned}}}
Per tant, compleix la condició del teorema de Rolle segons el qual hi ha un punt ξ, entre a i b, tal que la seva derivada és zero (o és la funció constant o té almenys un màxim o un mínim dins de l'interval).
Però com que:
{\displaystyle g'(x)=f'(x)-{\frac {f(b)-f(a)}{b-a}}}
Al punt ξ:
{\displaystyle 0=g'(\xi )=f'(\xi )-{\frac {f(b)-f(a)}{b-a}}}
Per tant:
{\displaystyle f'(\xi )={\frac {f(b)-f(a)}{b-a}}{\text{ per cert }}\xi \in (a,b)}
Que és el que es volia demostrar.

### Corol·laris
Corol·lari 1. En les condicions del teorema, si {\displaystyle f'(x)=0} per a tot punt {\displaystyle x} de l'interval, llavors {\displaystyle f} és constant en l'interval.
Corol·lari 2. Si {\displaystyle f,g:[a,b]\to \mathbb {R} }  compleixen les condicions del teorema i {\displaystyle f'(x)=g'(x)} per a tot punt {\displaystyle x} de l'interval, llavors existeix una constant {\displaystyle C}  tal que    {\displaystyle f=g+C}.